# Cristina Martínez Bonafé
Cristina Martínez Bonafé (Torrent, Horta Sud, 2 de gener de 1996) és una ciclista valenciana. Professional des del 2015, actualment milita a l'equip Bizkaia Durango-Euskadi Murias.

## Palmarès en ruta
- 2014
  -  Campiona d'Espanya júnior en ruta
- 2015
  - 1a a l'Emakumeen Aiztondo Sari Nagusia
- 2017
  - Vencedora d'una etapa a la Volta a València

## Palmarès en pista
- 2017
  -  Campiona d'Espanya en Puntuació